# Liste der geschützten Landschaftsbestandteile im Landkreis Ludwigslust-Parchim
Die Liste der geschützten Landschaftsbestandteile im Landkreis Ludwigslust-Parchim nennt die geschützten Landschaftsbestandteile im Landkreis Ludwigslust-Parchim in Mecklenburg-Vorpommern.

## Liste
| Bild | Nr.      | Bezeichnung                                                                               | Gemarkung      | Position                         | Beschreibung | Verordnung |
| ---- | -------- | ----------------------------------------------------------------------------------------- | -------------- | -------------------------------- | --- | ---------- |
|      | LUP 001  | Baumbestand auf dem Burgwall Brenz                                                        | Brenz          | 53° 23′ 37,1″ N, 11° 39′ 23,4″ O | 0,82 ha. Laubwald auf einer ringförmigen Geländeerhebung etwa 1 km nördlich von Neu Brenz in der Lewitzniederung mit einer Größe von etwa 8.200 m². | 1938       |
|      | LUP 002  | 18 vom Dorfe strahlenförmig angeordnete Hecken um das Dorf Brunow                         | Brunow         | 53° 15′ 46,8″ N, 11° 48′ 39,6″ O | 68,76 ha. Am Ortsrand von Brunow rund um das Dorf angeordnete Hecken, welche sich jeweils bis etwa 1,04 km in die Landschaft erstrecken. | 1938       |
|      | LUP 003  | Baumgruppe bei den alten Lehmgruben und Waldteiche Grabow                                 | Grabow         | 53° 17′ 50,9″ N, 11° 32′ 36,9″ O | 1,6 ha. Altbaumbestand und acht Waldteiche am Endes eines Feldweges etwa 1,1 km westlich von der Kreisstraße K 39 Grabow - Groß Laasch (K 39, Abschnitt 60) entfernt, etwa 100 m nordöstlich bei Bahn-km 165,0 mit einer Größe von etwa 1,6 Hektar. | 1938       |
|      | LUP 004a | Zwei Wacholdergebiete bei Grabow-Bäckerlakenberg                                          | Grabow         | 53° 18′ 1,4″ N, 11° 34′ 45,1″ O  | 2,6 ha. Dünenwald mit autochthonen Vorkommen des Gemeinen Wacholders (Juniperus communis) an der Talkante südlich der Müritz-Elde-Wasserstraße parallel zur Bundeswasserstraßenkilometrierung von MEW-km 33,1 bis 33,5; etwa 1,3 km südwestlich der Hechtsforthschleuse im Wald. | 1938       |
|      | LUP 004b | Zwei Wacholdergebiete bei Grabow-Hechtsforthschleuse                                      | Grabow         | 53° 18′ 17,9″ N, 11° 36′ 19″ O   | 4,0 ha. Dünenwald mit autochonen Vorkommen des Gemeinen Wacholders (Juniperus communis) nördlich der Müritz-Elde-Wasserstraße parallel zur Bundeswasserstraßenkilometrierung von MEW-km 35,0 bis 35,3; östlich angrenzend an die Hechtsforthschleuse bis zum Brückenweg. | 1938       |
|      | LUP 005  | Baumbestand Lindenberg bei Möllenbeck                                                     | Möllenbeck     | 53° 17′ 36,8″ N, 11° 43′ 3,1″ O  | 0,97 ha. Baumbestand etwa 350 m östlich von der Ortslage Carlshof, unmittelbar nördlich der Landesstraße L 08. | 1938       |
|      | LUP 006  | Doppelte Eichen-Allee am Landweg nach Warlow in Neustadt-Glewe                            | Neustadt-Glewe | 53° 22′ 51″ N, 11° 34′ 21,6″ O   | 0,5 ha. Vierreihige Allee am „Alten Warlower Weg“ etwa 60 m vom Abzweig der Bundesstraße B 191 beginnend, mit einer Länge von etwa 300 m. | 1938       |
|      | LUP 007  | Güsmer                                                                                    | Grebs-Niendorf | 53° 15′ 40,7″ N, 11° 17′ 7,9″ O  | 13,5 ha. Feuchtgebiet in der Rögnitzniederung unterhalb des Zusammenflusses von Rögnitz und Ludwigslister Kanal etwa 700 m westlich von Menkendorf. | 2016       |
|      | LUP 008  | Wüstung Verklas                                                                           | Kaliß          | 53° 8′ 53,8″ N, 11° 21′ 46,3″ O  | 2,4 ha. Unbewohnte ehemalige dörfliche Siedlung beim Alten Postweg, etwa 2 km östlich von Kaliß. | 2016       |
|      | LUP 009  | Linden-Ensemble auf der Elde-Insel im Schlossgarten Neustadt-Glewe                        | Neustadt-Glewe | 53° 22′ 55,5″ N, 11° 35′ 20″ O   | 0,46 ha. Historischer Baumbestand auf der Insel unmittelbar östlich neben dem Schloss zwischen Müritz-Elde-Wasserstraße und Wasserkraftwerkszufluss. | 2016       |
|      | LUP 010a | Ehemaliges Rittergut Holdseelen                                                           | Grabow         | 53° 9′ 12,5″ N, 11° 29′ 42,6″ O  | 5,85 ha. Das Rittergut Holdseelen befindet sich zwischen Steesow und dem Ortsteil Zuggelrade. Bis Anfang des 20. Jahrhunderts befand es sich, gemeinsam mit dem Rittergut Pröttlin, im Besitz des märkischern Adelsgeschlechtes Blumenthal. Es stellt durch die Anordnung des sehr alten Baum und Heckenbestandes, sowie eines kleinen Teiches mit hoher Artenvielfalt und mit sehr hoher Bedeutung für die umgebende Landschaft eine Besonderheit dar. Bei dem Teich handelt es sich um ein gesetzlich geschütztes Biotop. Auch die noch teilweise stehenden Grundmauer des alten Rittergutes sind hier von großer Bedeutung. Der kulturhistorische Nutzen für den Ortsteil Steesow der Stadt Grabow ist besonders hervorzuheben. | 2016       |
|      | LUP 010b | Landwehr Steesow                                                                          | Grabow         | 53° 9′ 58,5″ N, 11° 33′ 14,2″ O  | 1,06 ha. Die Verbindung der Orte Steesow, Landkreis Ludwigslust-Parchim und Pröttlin, Landkreis Prignitz stellte ehemals ein unbefestigter Weg dar, der beidseitig mit einer Hecke und mit kräftigen Eichen bewachsen war. Dieser Weg wird in historischen Dokumenten als „Landwehr“ – Abgrenzung der Gemarkung der Pröttlin, Zapel, Steesow, Deibow und Milow – geführt. Beginnend mit einer Breite von 4 Metern breitet sich die „Landwehr“ auf 112 Metern. Beidseitig intakter, geschlossener Baum- und Strauchbewuchs ist nördlich und südlich der Straße Deibow – Zapel auf mehreren hundert Metern vorhanden. Die Landwehr stellt durch die besondere Anordnung und Aufteilung der Landschaft durch die Feld- und Baumhecken am Wege eine besondere Landschaftsgliederung dar. In Richtung der Ortslage Steesow ist dieser Bewuchs zum Teil nicht mehr komplett. | 2016       |
|      | PCH 001  | Plauerhäger Heuerung                                                                      | Barkhagen      | 53° 30′ 31,3″ N, 12° 12′ 33,3″ O | 15,97 ha. Ca. 1,3 km nördlich von Plauerhagen, von landwirtschaftlichen Flächen umgeben. Biotopvernetzungselement, strukturreiches Gebiet; geprägt durch offene Bereiche, mehrere Kleingewässer, Bruchwald und kleinem Bestand an älteren Stieleichen, stark differenziertes Standortmosaik mit hoher floristischer Reichhaltigkeit. Vorkommen von gefährdeten Pflanzenarten wie Weichhaariger Hohlzahn, Färber, Ginster, Kuckucks-Lichtnelke, Wiesen-Magerrite, Gemeines Kreuzblümchen, Blutwurz und Sumpf-Ampfer, Lebensraum für zahlreiche Singvogelarten. | 1990       |
|      | PCH 002  | Eichenkoppel am Läusehorst bei Greven                                                     | Granzin        | 53° 28′ 19,7″ N, 11° 57′ 36,3″ O | 17,5 ha. Ca. 1,8 km südwestlich von Greven. Feuchtwiese mit inselartigen Trockenstandorten, einstiger Schweinehudewald mit zahlreichem Bestand an alten Stieleichen (über 150 Jahre alt), durch besondere Form der Waldnutzung entstanden und somit auch Zeuge landwirtschaftlicher Produktionsweisen vergangener Jahrhunderte. Eichenkoppel mit eingebundenen Erlen-, Weiden und Eschenbrüchen. Rückzugsgebiet heimischer Kleintierarten in der ansonsten ausgeräumten Landschaft z. B. auch Fischotter, Eisvogel, Grasfrosch. Kranichbrutplatz, durch extensive Grünlandnutzung reich an standorttypischen Pflanzen und Gräsern. | 1990       |
|      | PCH 003  | Landweg Gnevsdorf - Schlemmin (bis Waldeingang)                                           | Ganzlin        | 53° 24′ 30,2″ N, 12° 12′ 15,1″ O | 2,33 ha. Typischer Mecklenburger Landweg mit artenreichem Baum- und Heckenbestand. | 1990       |
|      | PCH 004  | Kastanienallee in Leisten                                                                 | Plau am See    | 53° 30′ 44,5″ N, 12° 16′ 26,7″ O | 1,15 ha. Erhaltenswerter Rosskastanien-Bestand (ca. 140 Jahre alt) entlang der Straße vom Ortseingang Leisten an der B 103 in Richtung Hofsee, entlang der Straße. | 1990       |
|      | PCH 005  | Rämel bei Welzin, Grambow, Sehlsdorf oder auch „Wallhecke bei Welzin, Grambow, Sehlsdorf“ | Passow         | 53° 31′ 55,7″ N, 12° 2′ 16,9″ O  | 2,25 ha. Natürliche Grenze zwischen den Gemeinden Passow und Diestelow. Alter Stieleichen- und Heckenbestand (Bergahorn, Espe, Gemeine Esche, Birke, Schwarzerle, Weide, Bergulme, Holunder, Schwarzdorn, Brombeere, Weißdorn, Heckenrose, Hasel, Hartriegel u. a.). Heimstatt vieler Singvogelarten und des Niederwildes. | 1990       |
|      | PCH 006  | Kastanienallee am Bobziner Weg                                                            | Lübz           | 53° 28′ 23,9″ N, 12° 2′ 43,1″ O  | 1,25 ha. Prächtiger Rosskastanien-Bestand entlang der Straße bis zur Waldkante, erhaltenswerter Mecklenburger Landweg (Kopfsteinpflaster). | 1990       |
|      | PCH 007  | Eichenallee bei Hof Hagen                                                                 | Techentin      | 53° 34′ 10,6″ N, 12° 2′ 33,9″ O  | 2,62 ha. Erhaltung der wertvollen Stieleichen entlang der Straße. Eichenallee und Schlehenhecke. Brutgebiet für verschiedene Vogelarten z. B. Neuntöter, Raubwürger, Grauammer u. a. | 1990       |
|      | PCH 008  | Lindenallee von Below bis Bahnhof Below                                                   | Techentin      | 53° 36′ 56,8″ N, 12° 0′ 8,8″ O   | 1,95 ha. Erhaltung des wertvollen Lindenbestandes entlang der Straße. | 1990       |
|      | PCH 032  | Moor bei Riederfelde                                                                      | Lübz           | 53° 28′ 7,5″ N, 12° 3′ 44,4″ O   | 1,26 ha. In einer Ackersenke des Riederfelder Hügelzuges gelegen, relativ naturnahes Kesselmoor mit ausgeprägtem Schwingrasen, Vorkommen des als gefährdet geltenden Grünen Wollgras-Torfmoosrasens. Vorkommen von floristisch bemerkenswerten Arten wie Faden-Segge, Glocken-Heide, Moor-Labkraut, Rundblättriger Sonnentau, Schmalblättriges Wollgras, Sumpf-Porst, Wassernabel u. a., Laichgewässer von Gras- und Moorfröschen. | 2001       |
|      | PCH 036  | Enzian-Soll bei Klein Dammerow                                                            | Ganzlin        | 53° 22′ 11,8″ N, 12° 9′ 22″ O    | 2,87 ha. Vorkommen des in Mecklenburg-Vorpommern als „stark gefährdet“ geltenden Lungen-Enzians, floristisch bemerkenswerte Arten wie Rosmarinblätrige Kriechweide, Spitzblütige Binse, Fettkraut, Gemeines Kreuzblümchen, Sumpf-Schafgarbe, Gemeines Ruchgras, Färber-Ginster, verschiedene Seggenarten u. a. | 1987       |